# Bredgölen (Tidersrums socken, Östergötland, 642321-147876)
Bredgölen är en sjö i Kinda kommun i Östergötland och ingår i Motala ströms huvudavrinningsområde.